# Ingrid Bergman
Ingrid Bergman ( PRONÚNCIA; Estocolmo, 29 de agosto de 1915 — Londres, 29 de agosto de 1982) foi uma atriz sueca, Com uma carreira de cinco décadas, Bergman é frequentemente considerada uma das figuras de tela mais influentes da história cinematográfica. Ela ganhou vários prêmios , incluindo três Oscars, dois Primetime Emmy Awards, um Tony Awards, quatro Golden Globe Awards, um BAFTA e uma Volpi Cup. Ela é uma das quatro atrizes que receberam pelo menos três Oscars de atuação Estrelou em uma variedade de filmes europeus e norte-americanos, telefilmes e peças de teatro.
Nasceu na capital sueca, às 3h30min do dia 29 de agosto de 1915, filha de mãe alemã e pai sueco. A sua mãe morreu quando tinha dois anos e pai, Justus Bergman, era um fotógrafo boémio que lhe transmitiu o amor pelo teatro.
Ingrid entrou para a Real Escola de Arte Dramática de Estocolmo e antes de terminar o curso estreou no cinema, levada por um caçador de talentos. Em dois anos participou de nove filmes na Suécia.
Já famosa no seu país, Ingrid foi levada para Hollywood em 1939 para estrelar a versão de um dos seus mais bem sucedidos filmes suecos, Intermezzo. A partir daí, o mundo inteiro rendeu-se a uma grande atriz que tinha um estilo próprio que em Hollywood alguns diretores e produtores definiam com um glamour ao ar livre, que fazia com que ela interpretasse da mesma maneira vibrante tanto uma camponesa como uma princesa.
Bergman foi três vezes premiada com o Óscar, duas como melhor atriz principal e uma como melhor atriz coadjuvante/secundária,sendo a única interprete nórdica, dentre homens e mulheres, a ganhar um Óscar por atuação em um papel principal.[carece de fontes?] O primeiro Óscar veio em 1944 com "À Meia-Luz", o segundo em 1956 com "Anastásia", e o terceiro em 1974 como uma solteirona retraída em "Assassinato no Orient Express". Participou em numerosos filmes, incluindo clássicos do cinema norte-americano, como Casablanca, ou do italiano, como Stromboli.
Casou-se em 1937 com Petter Lindström, com quem teve uma filha, Pia. Em 1949 divorciou-se e casou com o diretor italiano Roberto Rossellini, uma união que causou muita polémica, pois ambos eram casados quando se apaixonaram e abandonaram as respectivas famílias para viverem juntos. Essa paixão fez com que Ingrid fosse acusada de adúltera e de mau exemplo para as mulheres e levou-a a ficar anos sem filmar nos Estados Unidos. Com Rossellini teve três filhos: Renato Roberto e as gêmeas Isotta Ingrid e Isabella, hoje a atriz Isabella Rossellini. Esse casamento durou até 1957, quando se divorciaram. Foi casada com Lars Schmidt de 1958 até 1975, quando também se divorciou.
Morreu no dia do seu aniversário, com 67 anos, depois de lutar seis anos contra um câncer nos seios e de fazer duas mastectomias. Em uma entrevista um ano antes de falecer, Ingrid disse que se recusava a se render à doença e que por isso continuava a fumar e a beber vinho e champagne. Está sepultada no Norra begravningsplatsen, Estocolmo.

## Biografia

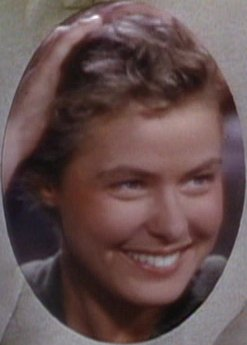
Ingrid Bergman no trailer do filme Por quem os sinos dobram.

Ingrid nasceu em 29 de agosto de 1915, em Estocolmo, filha do sueco Justus Samuel Bergman (2 de maio de 1871 - 29 de julho 1929), com Frieda "Friedel" Henriette Auguste Louise Adler (12 de setembro de 1884 - 19 de janeiro de 1918), alemã de Kiel. Seus pais se casaram em Hamburgo em 1907, e Ingrid recebeu seu nome em homenagem à princesa Ingrid da Suécia; apesar de criada em Estolcomo, Ingrid passava os verões na Alemanha, e acabou aprendendo a falar alemão fluentemente.
Ingrid foi criada como filha única, uma vez que perdeu dois irmãos mais velhos ainda na infância. Quando tinha dois anos, sua mãe morreu; seu pai, um artista e fotógrafo - em entrevistas posteriores, a atriz brincaria que possivelmente era a criança "mais fotografada da Escandinávia" uma vez que era a modelo favorita do pai - morreu quando ela tinha 13 anos, vítima de um câncer estomacal. Nos anos antes de sua morte, ele queria que ela se tornasse uma estrela da ópera, e ela teve aulas de voz por três anos, porém Bergman nutria uma paixão pelo mundo da atuação, desistindo das aulas dois anos depois.
Após sua morte, ela foi enviada para morar com uma tia, Ellen, que morreu de doença cardíaca apenas seis meses depois. Ela então se mudou com sua tia Hulda e seu tio Otto, que já tinham outros cinco filhos.
Mais tarde, ela recebeu uma bolsa de estudos para a Royal Dramatic Theatre School, patrocinada pelo estado, onde Greta Garbo, alguns anos antes havia recebido uma bolsa semelhante. Depois de vários meses, foi-lhe dado um papel numa peça teatral chamada Crime, escrita por Sigfrid Siwertz.
Durante suas férias de verão, ela também foi contratada por um estúdio de cinema sueco, o que levou a deixar a Royal Dramatic Theatre depois de apenas um ano, para trabalhar em filmes em tempo integral.

## Período em Hollywood:1939-49
O primeiro papel de Bergman nos Estados Unidos veio quando o produtor de Hollywood David O. Selznick a levou para os Estados Unidos para estrelar Intermezzo: A Love Story (1939), um remake estadunidense do seu filme sueco anterior Intermezzo (1936). Incapaz de falar inglês e incerta sobre sua aceitação pelo público estadunidense, ela esperava completar este filme e voltar para casa para a Suécia. Seu marido, o então dentista e, posteriormente, neurocirurgião Petter Atter Lindström, com quem Ingrid se casou em 10 de julho de 1937, quando tinha 21 anos, permaneceu na Suécia com a filha do casal, Pia (nascida em 1938). Ela interpretou o papel de uma jovem pianista acompanhante de Leslie Howard, um famoso violinista.
Ela chegou a Los Angeles em 6 de maio de 1939 e ficou na casa de Selznick até encontrar outra residência. De acordo com o filho de Selznick, Danny, que era uma criança na época, seu pai tinha algumas preocupações sobre Ingrid: "Ela não falava inglês, ela era muito alta, seu nome soava muito alemão e as sobrancelhas eram muito grossas".
Intermezzo tornou-se um enorme sucesso e como resultado Bergman se tornou uma estrela. Selznick apreciou sua singularidade, e como sua esposa Irene, permaneceram amigos importantes durante toda sua carreira.

### Sucesso e filmes clássicos

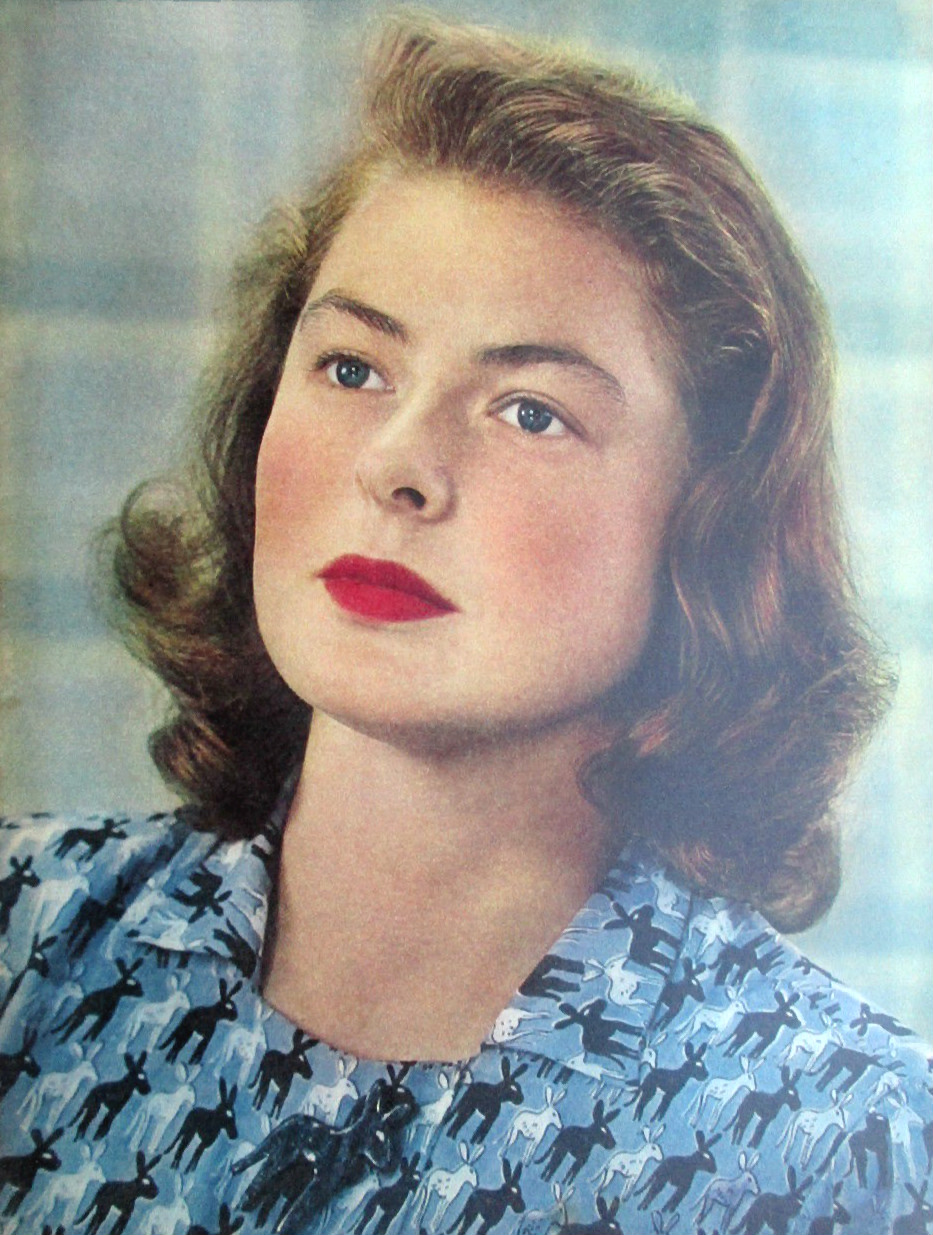
Bergman em 1946

Depois de completar seu último filme na Suécia e aparecer em três filmes moderadamente bem sucedidos (Adam Had Four Sons, Rage in Heaven e Dr. Jekyll e Mr. Hyde, todos em 1941, mesmo ano em que seu então marido e filha também se mudaram da Suécia para acompanhá-la, se estabelecendo em Rochester) nos Estados Unidos, além de atuações na Broadway, Bergman co-estrelou com Humphrey Bogart no clássico filme Casablanca (1942), que continua a ser seu papel mais conhecido. Neste filme, ela interpretou o papel de Ilsa, a bela esposa norueguesa de Victor Laszlo, interpretada por Paul Henreid. Bergman não considerou Casablanca como uma de suas atuações favoritas: "Eu fiz tantos filmes que eram mais importantes, mas o único que as pessoas querem conversar é com Bogart". Em anos posteriores, ela afirmou: "Eu sinto sobre Casablanca que ele tem uma vida própria. Há algo de místico sobre ele".
Depois de Casablanca, com Selznick, ela interpretou o papel de Maria em For Whom the Bell Tolls (1943), que também foi seu primeiro filme colorido. Para o papel, ela recebeu sua primeira indicação ao Oscar de Melhor Atriz. O filme foi tirado do romance de Ernest Hemingway do mesmo título quando o livro foi vendido para a Paramount Pictures.
No ano seguinte, ela ganhou o Oscar de Melhor Atriz por Gaslight (1944), um filme que George Cukor dirigiu. Depois Bergman interpretou uma freira em The Bells of St. Mary's (1945) pelo qual recebeu sua terceira indicação consecutiva ao Oscar de Melhor Atriz. Bergman estrelou alguns filmes de Alfred Hitchcock como Spellbound (filme) (1945), Notorious (filme) (1946) e Under Capricorn (1949), ganhando sua quarta indicação ao Oscar pelo desempenho em Spellbound. Bergman recebeu outra nomeação de Melhor Atriz por Joan of Arc (1948), um filme independente baseado na peça de Maxwell Anderson, Joan of Lorraine, produzida por Walter Wanger, e inicialmente lançada pela RKO. Nesse meio tempo, de acordo com seu biógrafo Donald Spoto, Petter Lindström administrou sua carreira e parte financeira, sendo considerado uma "pessoa moderada" com dinheiro. Em 1945, dois dias antes de Ingrid completar 30 anos, ambos se tornaram cidadãos americanos. 

## Período italiano: 1949-57

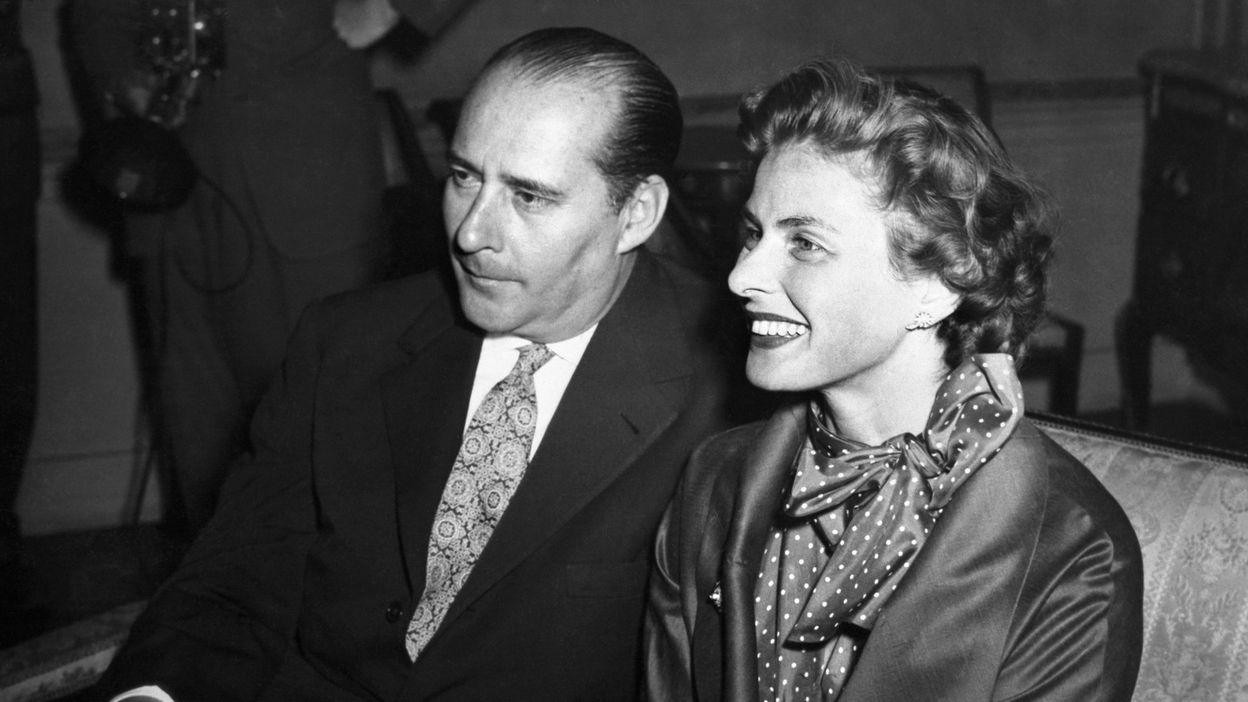
Bergman e Rossellini em 1951.

Bergman admirava fortemente dois filmes do diretor italiano Roberto Rossellini que ela tinha visto nos Estados Unidos. Em 1949, Bergman escreveu para Rossellini, expressando essa admiração e sugerindo que ela fizesse um filme com ele. Isso levou a que ela fosse lançada em seu filme Stromboli, terra di Dio (1950). Durante a produção, Bergman manteve um romance com Rossellini, e assim eles começaram um namoro. Bergman ficou grávida de Renato Roberto Rossellini (nascido em 2 de fevereiro de 1950).
Este caso causou um enorme escândalo nos Estados Unidos, e levou a que Bergman fosse denunciada no plenário do Senado local.
Em consequência do escândalo, a atriz retornou à Itália, deixando seu marido e filha (Pia). Ela passou por um divórcio e uma batalha de custódia. Bergman e Rossellini se casaram em 24 de maio de 1950. Além de Renato, eles tiveram duas gêmeas (nascidas em 18 de junho de 1952), Isotta Ingrid, hoje professora de literatura italiana na Universidade de Columbia, e a também atriz e modelo Isabella Rossellini, que, além de ter seguido os passos dos pais, também foi correspondente da RAI nos Estados Unidos. Rossellini completou cinco filmes estrelados por Bergman entre 1949 e 1955: Stromboli, Europa 51, Viaggio in Italia, Giovanna d'Arco al Rogo, e La Paura.O uso de uma estrela de Hollywood em seus filmes tipicamente "neo-realistas", em que Rossellini normalmente usava atores não profissionais, provocou algumas reações negativas em certos círculos.
Após a separação, Bergman atuou em Elena et les Hommes de 1956. Embora o filme não tenha sido um sucesso, seu desempenho passou a ser considerado como um dos seus melhores.

## Anos posteriores: 1957-82

### Anastasia e outros filmes
Com seu papel principal em 1956 no longa Anastasia (1956), Bergman fez um retorno triunfante para o cinema dos Estados Unidos e ganhou o Oscar de Melhor Atriz pela segunda vez, sendo descrita como "uma das maiores atrizes do mundo". Bergman fez sua primeira aparição pública pós-escândalo em Hollywood nos Oscars de 1958, quando foi apresentadora do Oscar de Melhor Filme. Ela foi dada uma aplaudida de pé depois de ser apresentado por Cary Grant,ela continuou a alternar entre performances em filmes estadunidenses e europeus para o resto de sua carreira e também fez aparições ocasionais em dramas de televisão como The Turn of the Screw (1959) para a Ford Startime TV, pelo qual ela ganhou o prêmio Emmy para Desempenho único excepcional por uma atriz em minissérie ou tele-filme.
Durante este tempo, ela se apresentou em várias peças teatrais, casou-se com o produtor Lars Schmidt, um compatriota sueco, em 21 de dezembro de 1958. Este casamento terminou em divórcio em 1975. Schmidt morreu em 18 de outubro de 2009. Depois de um longo hiato, Bergman fez o filme Cactus Flower (1969), com Walter Matthau e Goldie Hawn.
Em 1972, o senador Charles H. Percy entrou com um pedido de desculpas no Registro do Congresso pelo ataque feito a Bergman 22 anos antes por Edwin C. Johnson.
Bergman tornou-se uma das poucas atrizes a receber três Oscars quando ganhou seu terceiro (e primeiro na categoria de Melhor Atriz Coadjuvante) por seu desempenho em Murder on the Orient Express(1974). O diretor Sidney Lumet ofereceu especialmente a Bergman o papel".

### Morte e legado

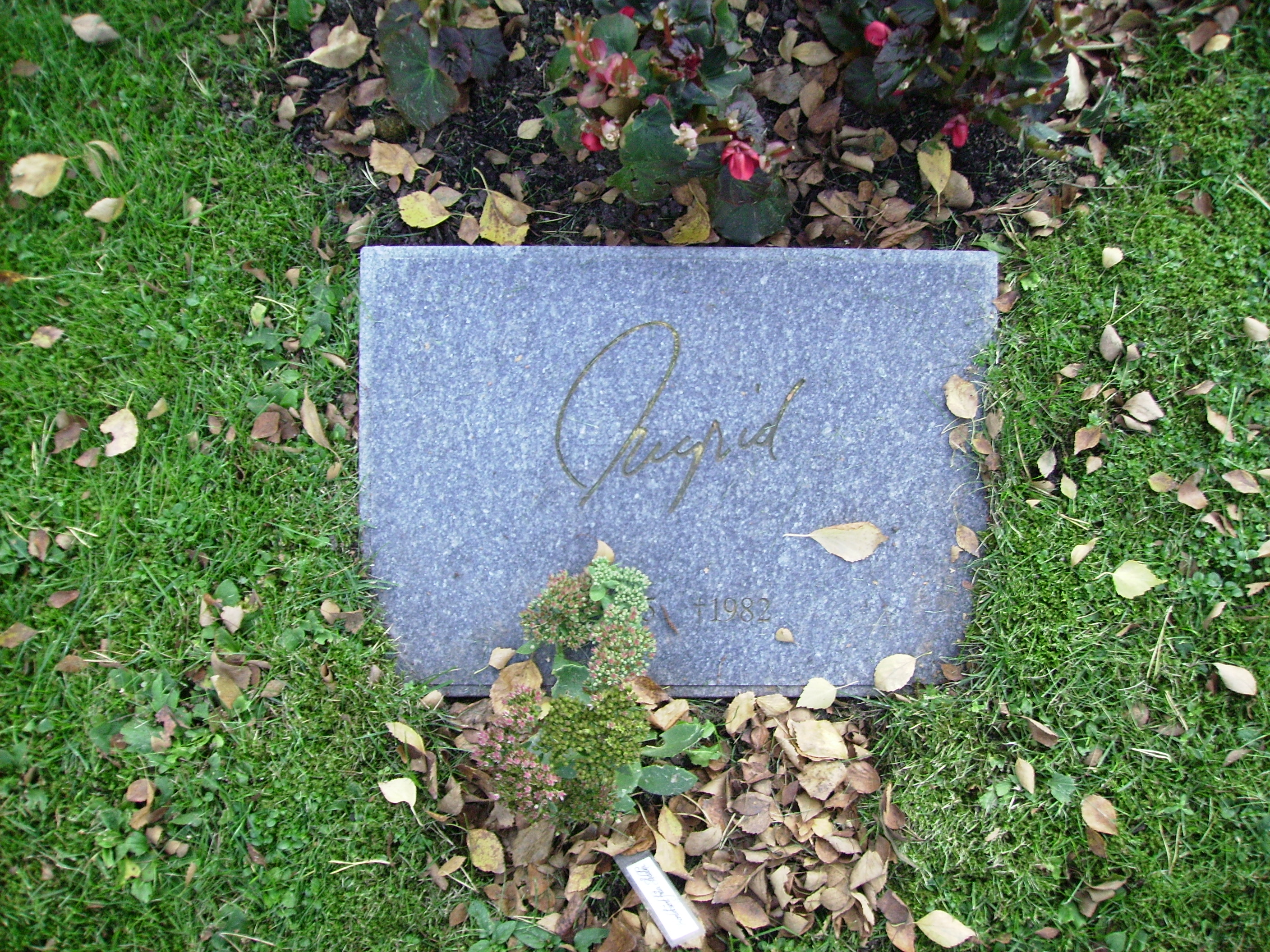
A lapide de Ingrid Bergman no cemitério Norra begravningsplatsen.

Bergman morreu em 29 de agosto de 1982 em seu aniversário de 67 anos em Londres, em decorrência de um câncer de mama. Seu corpo foi cremado no cemitério verde de Kensal, Londres, e suas cinzas retornaram a Suécia. A maior parte deles estava espalhada pelo mar em torno das ilhotas de Dannholmen, onde passou a maior parte dos verões de 1958 até sua morte em 1982.
De acordo com o biógrafo Donald Spoto, ela foi "indiscutivelmente a estrela mais internacional na história do entretenimento". Depois de sua estreia no filme Intermezzo: A Love Story (1939), coestrelado Leslie Howard, Hollywood a viu como uma atriz única que era completamente natural em estilo e sem necessidade de maquiagem.
O crítico de cinema James Agee escreveu que "ela não só tem uma semelhança assustadora com um ser humano imaginável, ela realmente sabe agir, em uma mistura de graça poética com realismo silencioso". Bergman ganhou três prêmios da Academia por atuar, dois por Melhor Atriz e um por Melhor Atriz Coadjuvante. Ela se classificou para o segundo lugar em termos de Oscar ganhou, com Walter Brennan (todos os três para Melhor Ator Coadjuvante), Jack Nicholson (dois para Melhor Ator e um para Melhor Ator Coadjuvante), Meryl Streep (dois para Melhor Atriz e um para Melhor Atriz Coadjuvante), e Daniel Day-Lewis (todos os três de Melhor Ator). Katharine Hepburn ainda mantém o recorde com quatro (todos para Melhor Atriz).